# Corybas stenotribonos
Corybas stenotribonos är en orkidéart som beskrevs av James Boughtwood Comber och John Dransfield. Corybas stenotribonos ingår i släktet Corybas, och familjen orkidéer. Inga underarter finns listade i Catalogue of Life.